# Sint-Pauluskerk (München)
De Sint-Pauluskerk (Duits: St. Paul) is de rooms-katholieke parochiekerk van het Münchener stadsdeel Ludwigsvorstadt-Isarvorstadt. De kerk werd in de jaren 1892-1906 in de neogotische stijl gebouwd naar het ontwerp van Georg von Hauberrisser. De Sint-Paulus behoort met de 97 meter hoge toren niet alleen tot de hoogste, maar naast de Onze-Lieve-Vrouwekerk ook tot de grootste kerkgebouwen van München.

## Geschiedenis
Met de uitbreiding van de stad werd in 1883 ten behoeve van de bouw van drie nieuwe parochiekerken de Zentralverein für Kirchenbau in München opgericht. Nog hetzelfde jaar stelde de stad een stuk bouwgrond ter beschikking met de voorwaarde binnen 15 jaar met de bouw te beginnen. De eerste steen van het destijds grootste nieuwbouwproject van een kerk in München werd op 29 juni 1892 door aartsbisschop Antonius von Thoma gelegd.
Wegens het overlijden van de ingenieur die de bouw leidde werd de bouw enige tijd stilgelegd, maar in 1899 was de bouw inmiddels dermate gevorderd dat de toekomstige Mariakapel als noodkerk in gebruik kon worden genomen. Na de afsluiting van alle werkzaamheden kon het godshuis ten slotte op 24 juni 1906 door aartsbisschop Franz Joseph von Stein in aanwezigheid van de Bamberger aartsbisschop Friedrich Philipp von Abert en de leden van het bijna voltallige vorstenhuis Wittelsbach worden ingewijd.
In de Tweede Wereldoorlog werd de Sint-Pauluskerk door luchtaanvallen zwaar beschadigd. Grote delen van de inrichting gingen daarbij verloren, in het bijzonder in december 1944. Ook het hoogaltaar werd vernietigd. In de jaren 1950 werd de Pauluskerk hersteld en wegens de grote verliezen van de oude inrichting in een eigentijdse stijl gemoderniseerd.

## Bezienswaardige kunstwerken
- Tympanon (Heinrich Waderé, 1902)
- De hoofdingang (ontwerp Georg von Hauberisser)
- de Kruiswegstaties (Georg Busch, 1905-1913)
- De kansel (ontwerp van Georg von Hauberisser, uitvoering na 1900)

## Afbeeldingen

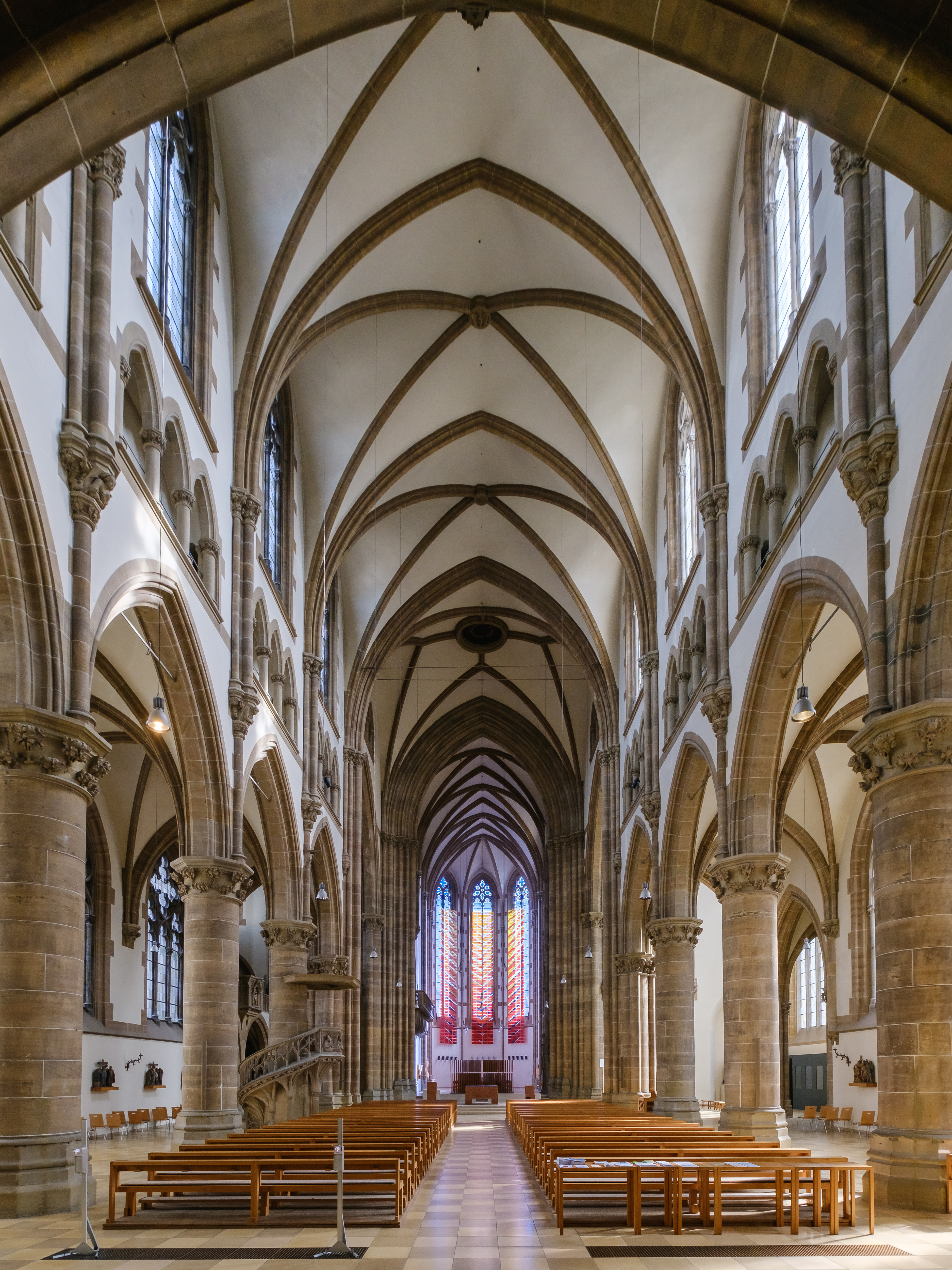
Interieur
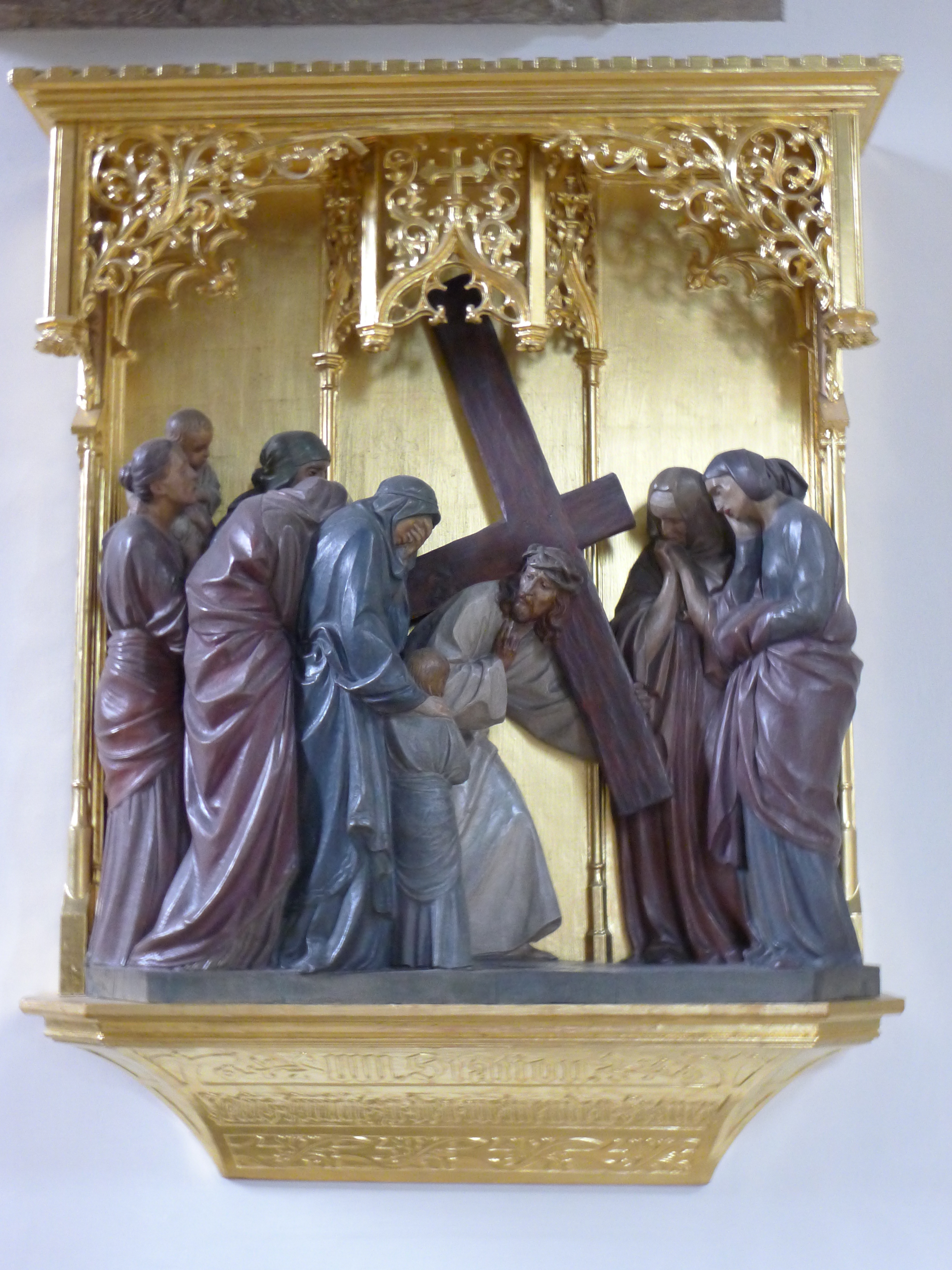
Kruiswegstatie
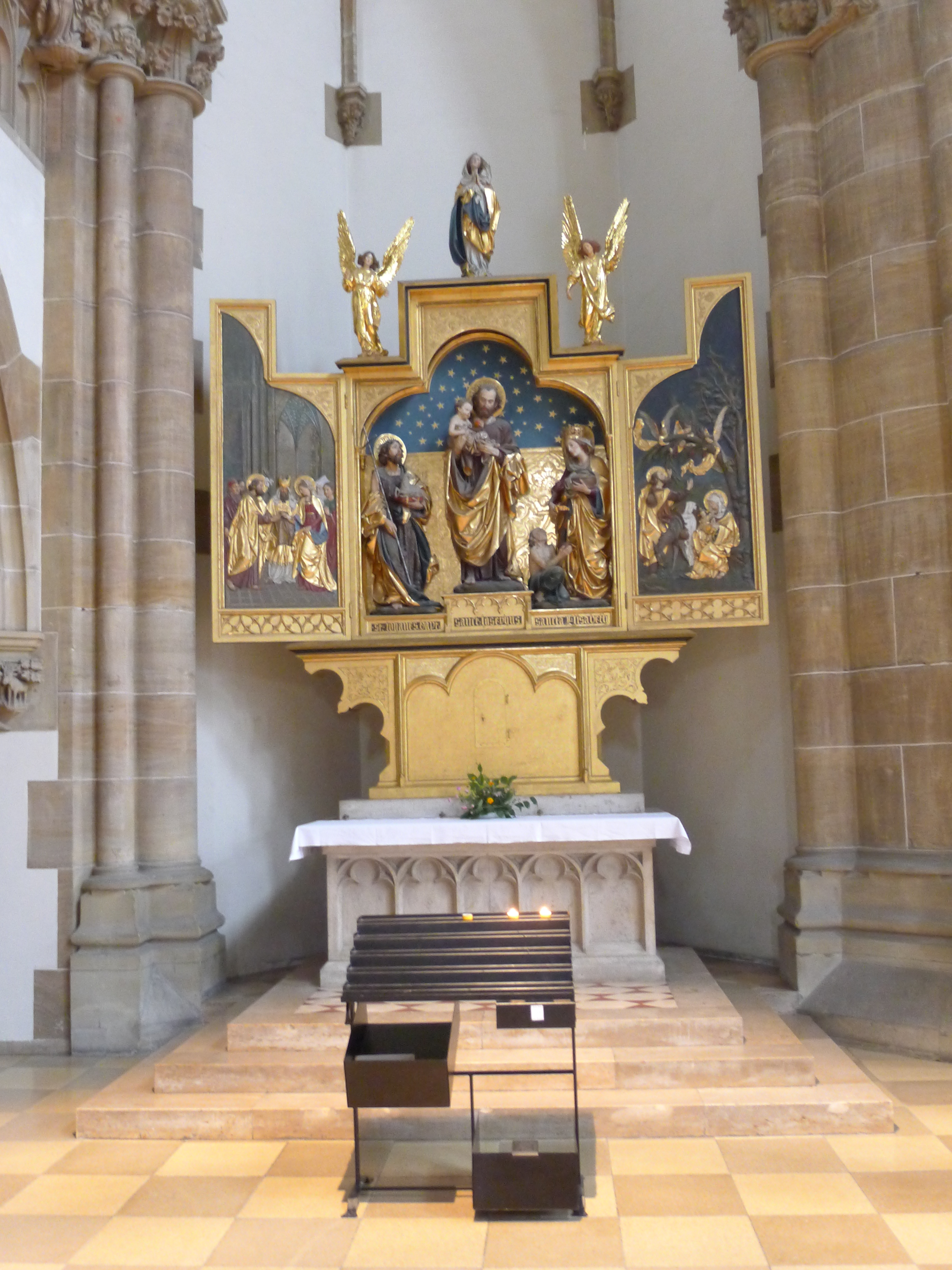
Zijaltaar
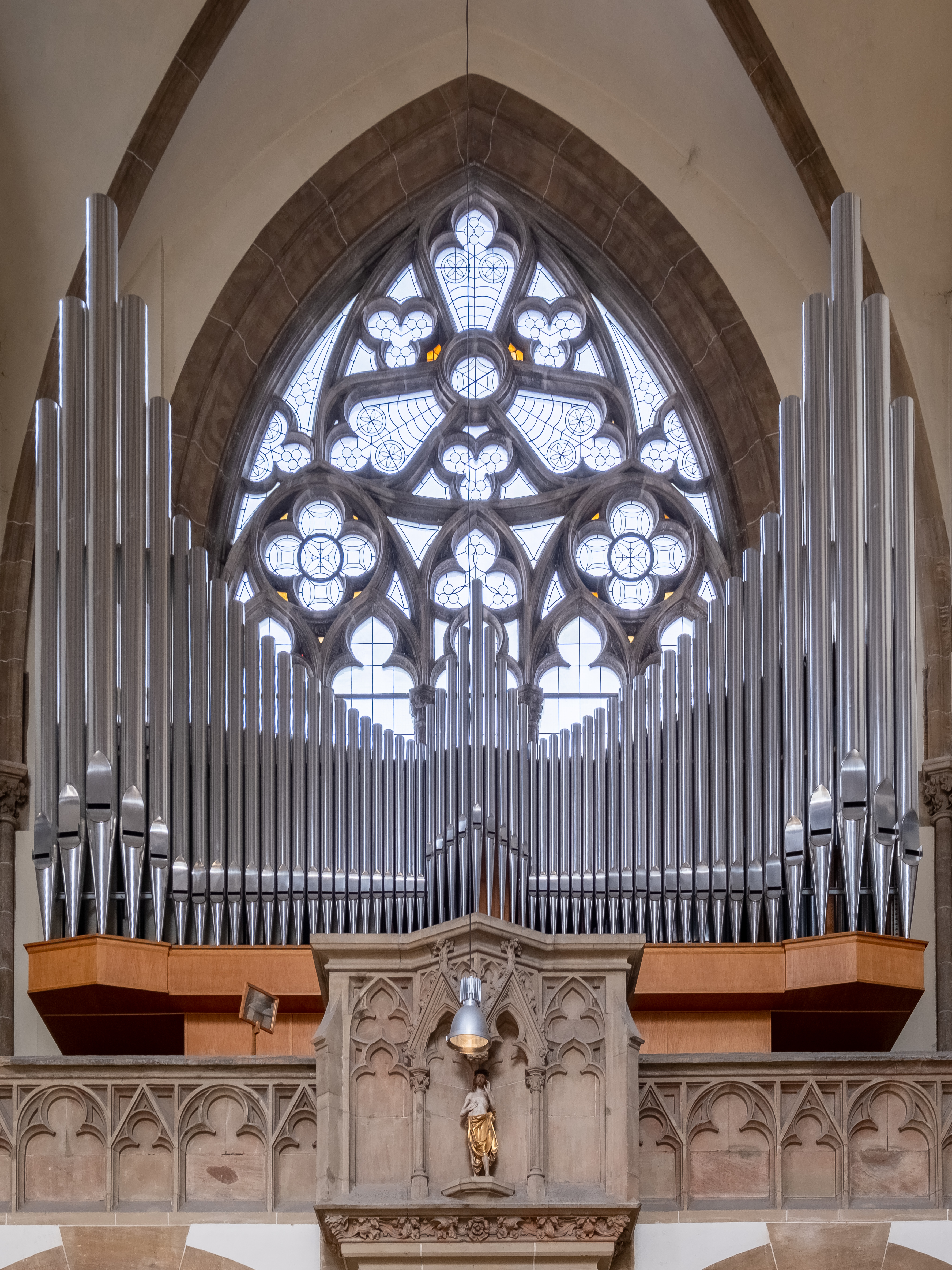
Orgel